# Les Guérisseurs
Les Guérisseurs est un film français réalisé en 1988 par Sidiki Bakaba.